# Новоропская волость
Новоро́пская волость — административно-территориальная единица в составе Новозыбковского уезда.
Административный центр — местечко Новый Ропск.

## История
Волость образована в ходе реформы 1861 года.
В ходе укрупнения волостей, в 1923 году Новоропская волость была расформирована, а её территория разделена между Климовской, Чуровичской и Семёновской волостями; при этом в состав Чуровичской волости вошли сёла Бровничи и Сушаны, а в состав Семёновской волости — Тимоновичи, Карповичи и деревня Медведевка.
Территории, вошедшие в Семёновскую волость, с 1926 года по настоящее время находятся в составе Украины, а остальная территория бывшей Новоропской волости относится к Климовскому району Брянской области.

## Административное деление
В 1919 году в состав Новоропской волости входили следующие сельсоветы: Бровничский, Ирповский, Карповичский, Любечанский, Медведевский, Могилевецкий, Новоропский, Сачковичский, Староропский, Сушановский, Тимоновичский.